# Wilhelm Rausch (Politiker)
Wilhelm Rausch (* 11. Oktober 1793 in Lauterbach; † 9. Juni 1845 ebenda) war ein hessischer Gastwirt und Politiker und Abgeordneter der 2. Kammer der Landstände des Großherzogtums Hessen.
Wilhelm Rausch war der Sohn des Gastwirtes „Zum goldenen Esel“ Andreas Rausch und dessen Ehefrau Juliana, geborene Wallhausen. Rausch, der evangelischen Glaubens war, war Landwehrhauptmann, Gastwirt und ab 1816 Posthalter in Lauterbach. Er heiratete am 9. Mai 1816 in Lauterbach Henriette geborene Koch, verwitwete Rausch (seine Schwägerin).
Von 1832 bis 1833 und erneut 1841 bis 1845 gehörte er der Zweiten Kammer der Landstände an. Er wurde für den Wahlbezirk Oberhessen 4/Lauterbach gewählt.